# Dźwig portowy

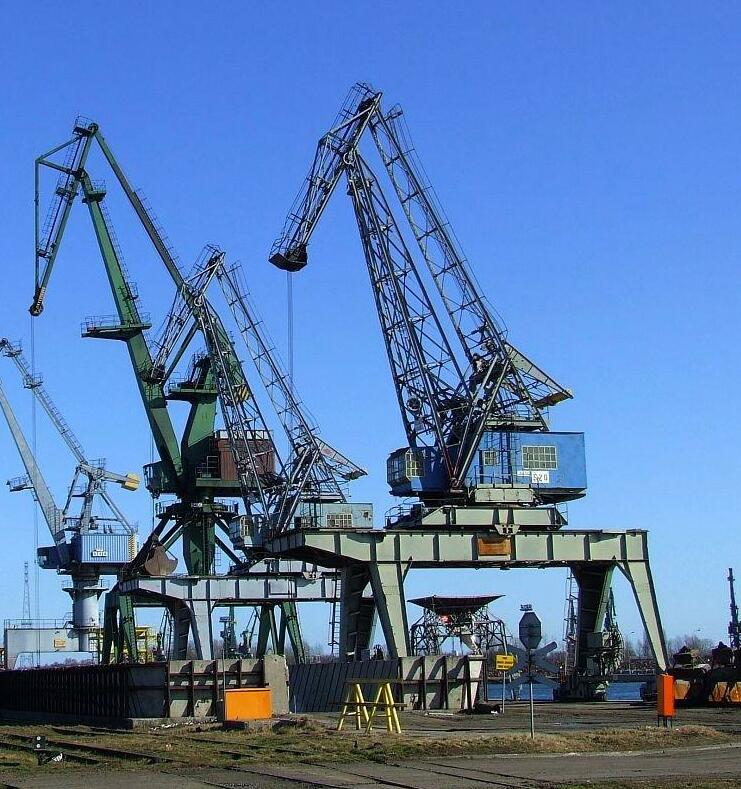
Dźwigi bramowe

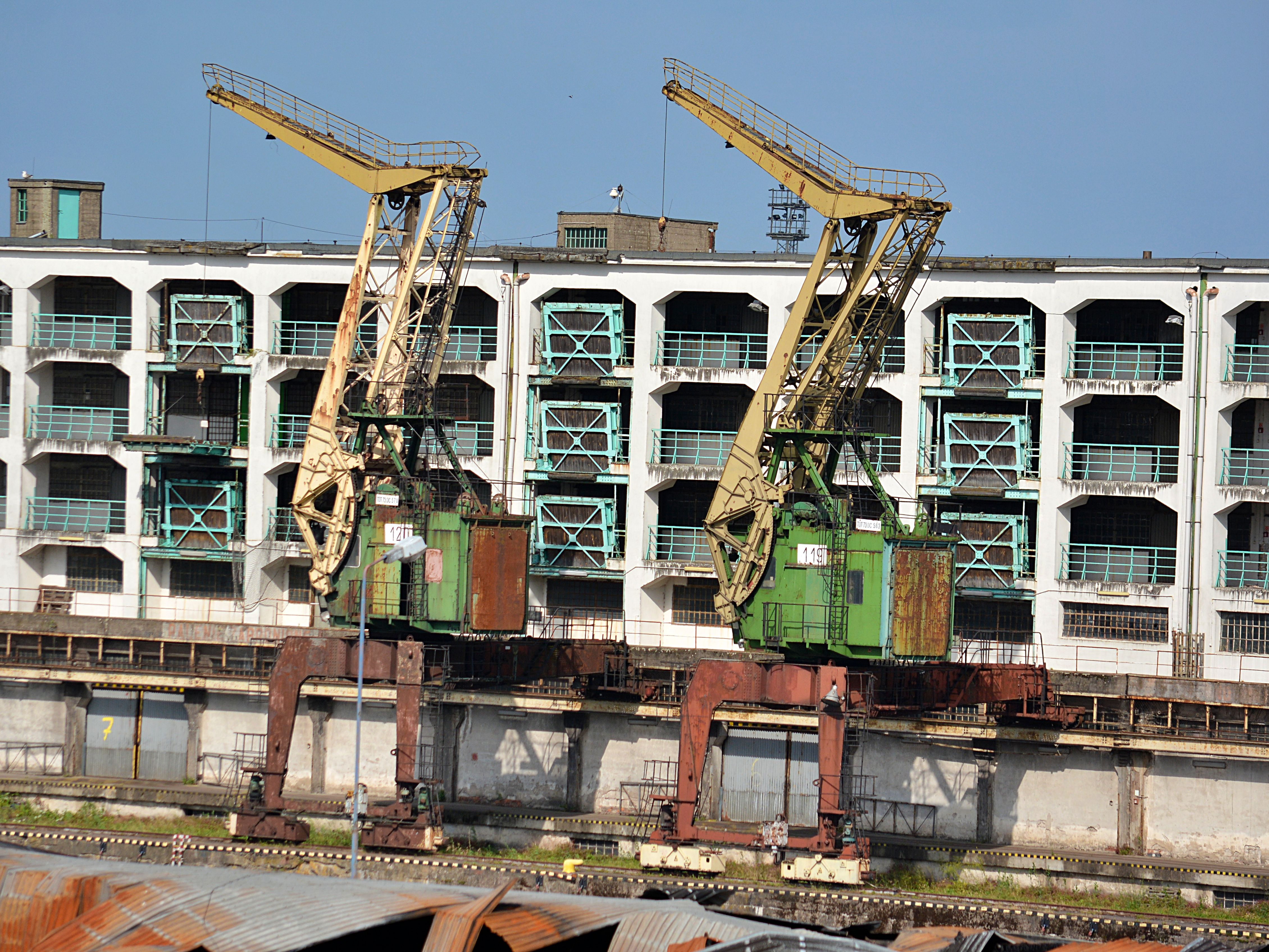
Dźwigi półbramowe

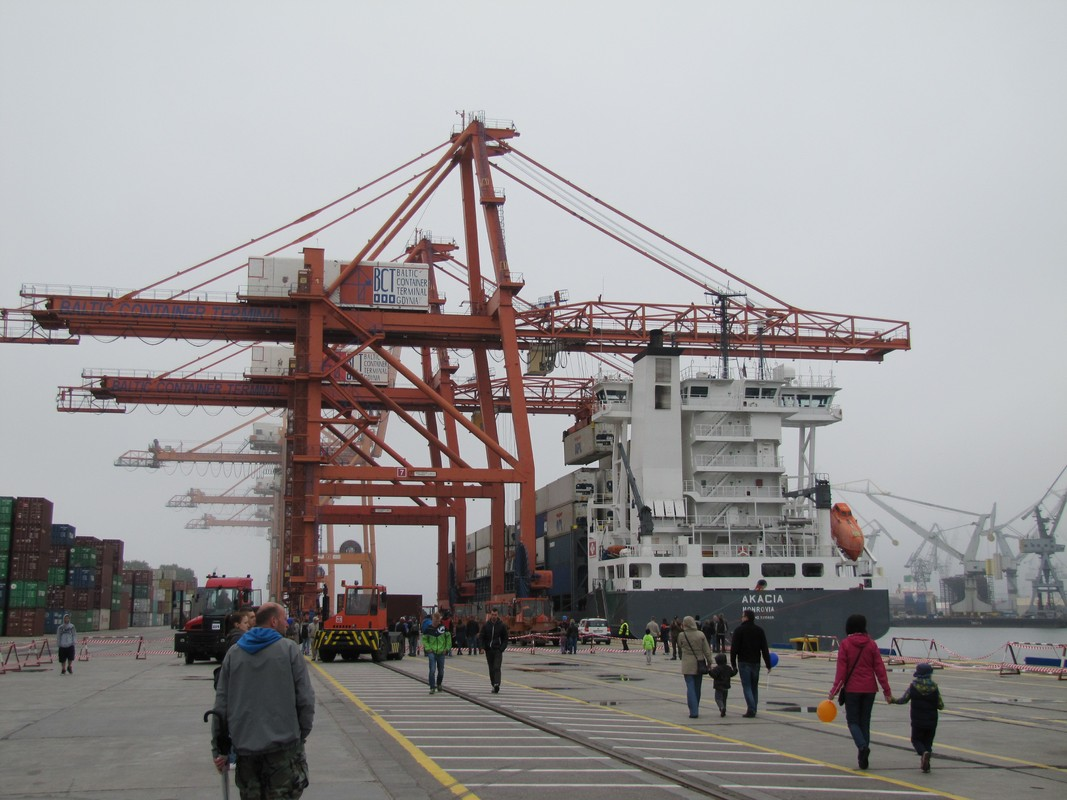
dźwigi mostowe (suwnice kontenerowe)

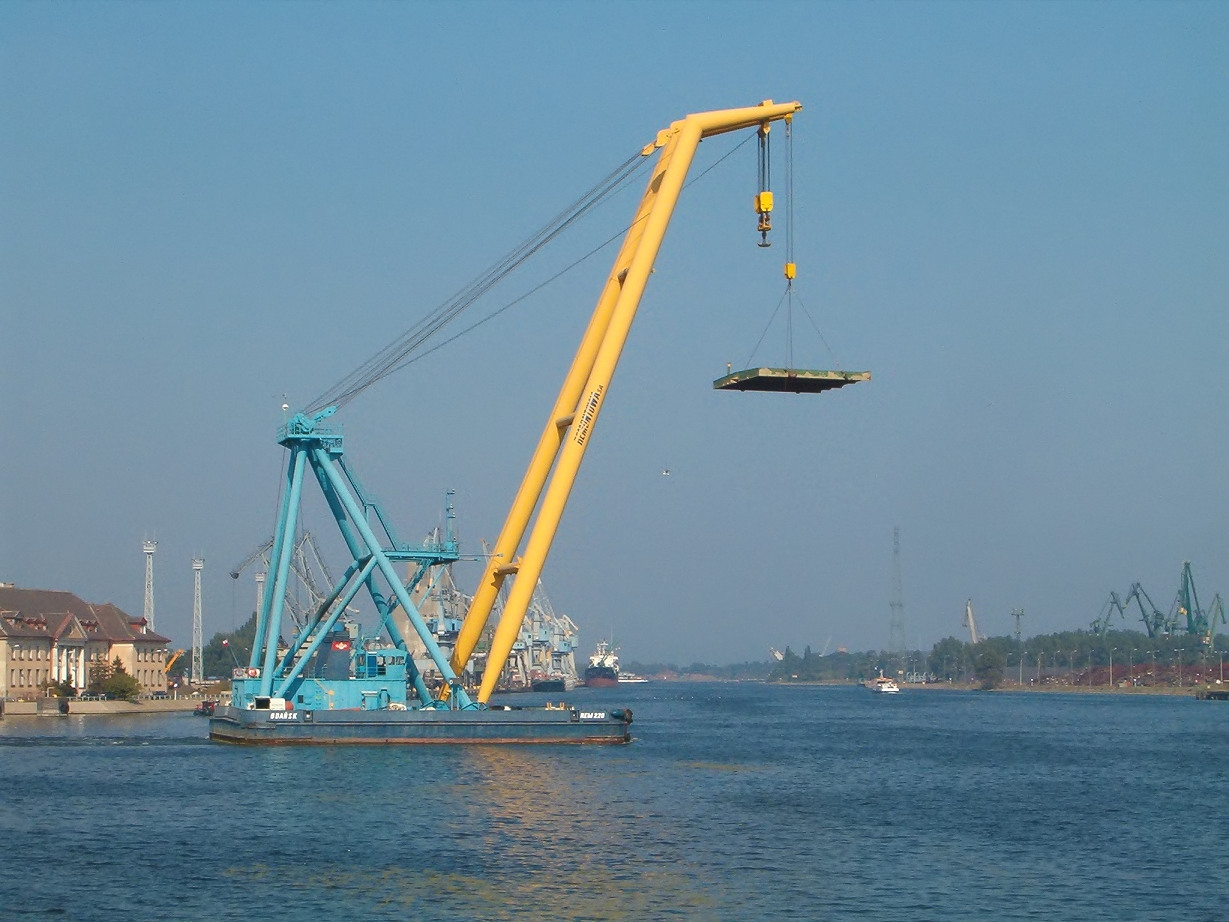
Dźwig pływający

Dźwig portowy, zwany też (w odniesieniu do niektórych rodzajów) żurawiem portowym, to urządzenie mechaniczne służące do przeładunku towarów ze statków na nabrzeże lub odwrotnie. Dźwig portowy jest tak skonstruowany, że może wykonywać kilka operacji jednocześnie: podnosić i opuszczać ładunki, obracać wysięgnicę wokół własnej osi i zmieniać jej nachylenie, a także przesuwać się wzdłuż nabrzeża.
Istnieją cztery podstawowe rodzaje dźwigów portowych:
- dźwig bramowy (zwany też czasem portalowym) ma podstawę w kształcie "bramy" nad ciągami transportowymi (np. torami kolejowymi). Posiada ona podwozia i koła na szynach oraz własny napęd, dzięki czemu dźwig jest zdolny do przesuwania się wzdłuż nabrzeża. Na szczycie podstawy zamontowany jest obrotowy żuraw, którego wysięgnica zaopatrzona jest w hak lub chwytak do pobierania ładunków. Nośność (dla ładunków masowych) wynosi zazwyczaj 5-15 ton, a wydajność do 70 ton na godzinę
- dźwig półbramowy (lub półportalowy) różni się od dźwigu bramowego tym, że jedna część podstawy opiera się na nabrzeżu, a druga na prowadnicy na ścianie lub na dachu budynku magazynowego
- dźwig mostowy, inne nazwy: mostowiec, suwnica kontenerowa STS (ship to shore), charakteryzuje się znacznymi rozmiarami sięgającymi kilkudziesięciu metrów wysokości i długości (niekiedy nawet ponad 100 m). Główną częścią dźwigu jest, zamontowany na wysokich wspornikach, pomost ustawiony prostopadle do nabrzeża. Część pomostu wystająca nad wodę może być unoszona, co ułatwia przybijanie statków do nabrzeża wyposażonego w tego typu dźwigi. Chwytak dźwigu porusza się wzdłuż pomostu. Całe urządzenie może poruszać się po szynach równolegle do nabrzeża. Pod pomostem znajdują się ciągi transportowe i (czasami) odkryte składowiska.  Dźwigi mostowe przeznaczone są do przeładunków towarów sypkich (np. węgla i rudy) oraz kontenerów.

- dźwig pływający ustawiony na barce lub pontonie służy do przeładunku towarów w sytuacji, gdy istnieje konieczność podejścia do ładowni statku od strony wody (np. przy konieczności rozładunku na redzie). Większe dźwigi pływające posiadają własny napęd, pomieszczenia dla załogi oraz zbiorniki balastowe napełniane przed podnoszeniem szczególnie ciężkich partii towarów.